# Samuel Klein
Samuel Klein (Zaklików, 1923. november 15. – São Paulo, 2014. november 20.) lengyelországi zsidó származású brazil üzletember. Az auschwitzi koncentrációs tábor túlélőjeként menekült Brazíliába, ahol megalapította a Casas Bahia üzletláncot. Fiával, Michaellel együtt Brazília egyik leggazdagabb családja lettek, 2013-ban Samuel a 78., Michael a 87. leggazdagabb ember volt Brazíliában.